# Claudia Blasberg
Claudia Blasberg (ur. 14 lutego 1975) – niemiecka wioślarka, dwukrotna medalistka olimpijska.
Brała udział w dwóch igrzyskach olimpijskich (IO 00, IO 04), na obu zajmowała drugie miejsce w dwójce podwójnej wagi lekkiej. W 2000 partnerowała jej Valerie Viehoff, a w 2004 Daniela Reimer. W tej konkurencji zdobyła cztery medale mistrzostw świata: złoto w 2001 i 2003, srebro w 1998 i 2002.